# Hans von Petersen

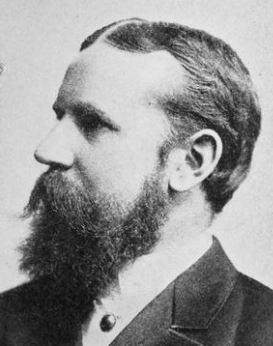
Hans von Petersen, 1895

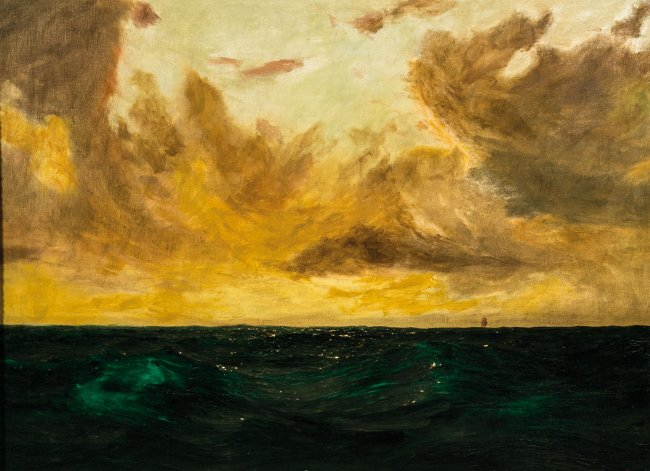
Gewitterstimmung auf hoher See

Hans Ritter von Petersen (* 24. Februar 1850 in Husum; † 18. Juni 1914 in München) war ein deutscher Marinemaler.

## Leben
Petersen erhielt seine künstlerische Ausbildung an der Kunstakademie Düsseldorf. Seit 1885 lebte und arbeitete er in München. 1896 erhielt Petersen auf der Internationalen Kunstausstellung in Berlin eine kleine Goldmedaille. Er war ab 1901 Präsident der Münchner Künstlergenossenschaft und Leiter der Glaspalast-Ausstellungen. 1901 erhob Prinzregent Luitpold Petersen in den persönlichen Adelsstand. Petersen war mit Clara Wuth (* 18. Mai 1852; † 14. Januar 1923) verheiratet. Die Ehe blieb kinderlos. Petersen beging unter dem Eindruck von Depressionen und einer drohenden Erblindung Selbstmord.

## Werk
Seine Gemälde bereitete Petersen durch Seereisen vor. Dabei erwarb er wichtige Detailkenntnisse. So war Petersen 1884 als Zeichner für die Illustrirte Zeitung an der westafrikanischen Küste tätig. 1885 arbeitete er zusammen mit dem Maler Louis Braun erstmals an einem der damals sehr beliebten Rundgemälde mit dem Titel „Panorama Deutscher Kolonien“ mit. Ab 1897 war Petersen ständig auf den Kunstausstellungen des Glaspalastes in München vertreten. 
Hans von Petersen sprach mit seinen Gemälden von Schiffen und Seegefechten vor allem Interessenten im süddeutschen Raum an. Seine Gemälde und Panoramen trugen zur Flottenbegeisterung unter Kaiser Wilhelm II. bei. Petersens Landschaftsmalereien galten als weniger publikumswirksam.